# Рябина Мужо
Ряби́на Мужо́ (лат. Sórbus mougeótii) — вид растений из рода Рябина (Sorbus) семейства Розовые (Rosaceae).

## Синонимы
- Aria mougeotii  (Soy.-Will. & Godr.) Fourr.
- Aria mougeotii  (Soy.-Will. & Godr.) Beck
- Hahnia mougeotii  (Soy.-Will. & Godr.) C.K.Schneid.
- Pyrus mougeotii  (Soy.-Will. & Godr.) Asch. & Graebn.
- Pyrus mougeotii  (Soy.-Will. & Godr.) Beck
- Sorbus aria subsp. mougeotii  (Soy.-Will. & Godr.) O.Bolòs & Vigo
- Sorbus scandica  H.J.Coste

## Ботаническое описание
Листопадный кустарник или небольшое многоствольное дерево высотой до 8-10 метров (обычно бывает менее высоким — до 6 метров, но иногда вырастает до 20 м). Ствол до 30 см в диаметре, покрыт гладкой, серой корой с узкими продольными трещинами. Кора на молодых ветвях оливково-коричневого цвета. Молодые побеги густоопушённые. Крона густая, плотная, компактная, широко-яйцевидной формы.
Листья сверху гладкие, глянцевые, темно-зелёного цвета, а снизу беловато-серые от войлочного опушения. Осенью листва окрашиваются в бронзовый цвет. Длина листьев до 10 см, ширина до 5 см. Край листа зубчатый. Листья яйцевидные, заострённые, с округлым основанием, равномерно, широко и неглубоко лопастные (7-12 лопастей, выемки которых доходят до одной восьмой ширины полупластинки), по краю листья мелко и неравномерно пильчато-зубчатые, с 9-12 парами жилок. Черешок листа длиной 2—5 см.
Цветки диаметром 8-10 мм с белыми лепестками и 20 желтовато-белыми тычинками. Цветки собраны в многоветвистые, широкие, войлочно-опушенные щитковидные соцветия диаметром до 10 см. Цветёт в мае.
Плоды шаровидные или яйцевидные, диаметром 10—12 мм, ярко-красного цвета с рассеянными темными крапинками. Плоды съедобные, но отличаются мучнистым вкусом; содержат 1—3 семени.

## Распространение
Произрастает в горной местности стран Центральной и Западной Европы. Морозостоек, способен выдерживать температуры до минус 25 °C.

## Значение и применение
Широко выращивается как декоративное дерево в парках и садах стран Северной Европы. Вид ценится за его терпимость к городским условиям и бедным почвам, в связи с чем его очень часто высаживают в придорожных полосах. Он также оказался очень терпимым к морскому климату прибрежных районов Скандинавских стран, поэтому весьма популярен в Исландии и на Фарерских островах.

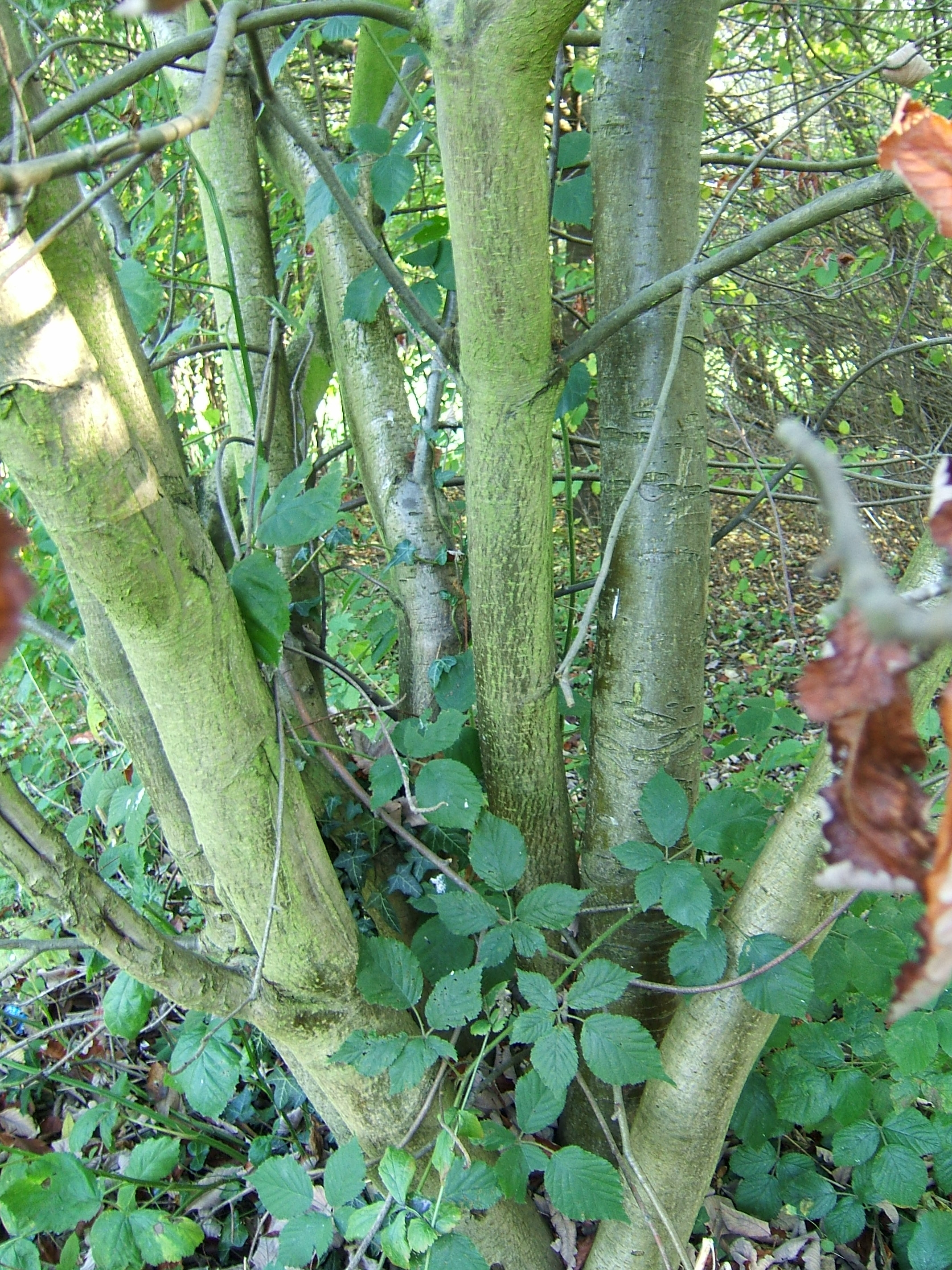
Ствол
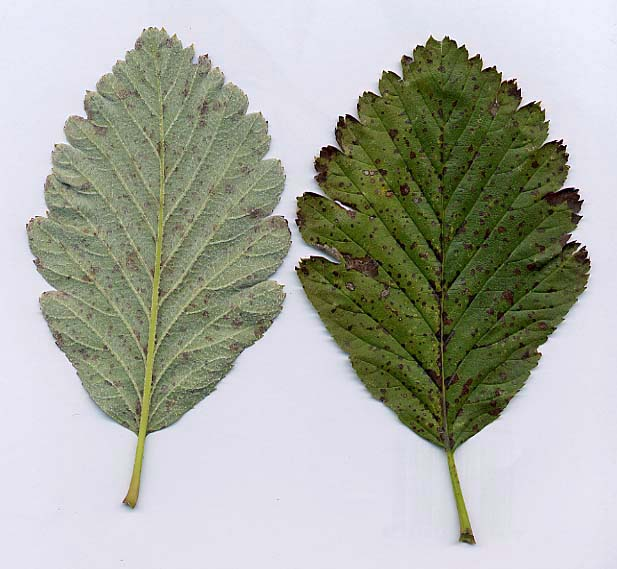
Листья
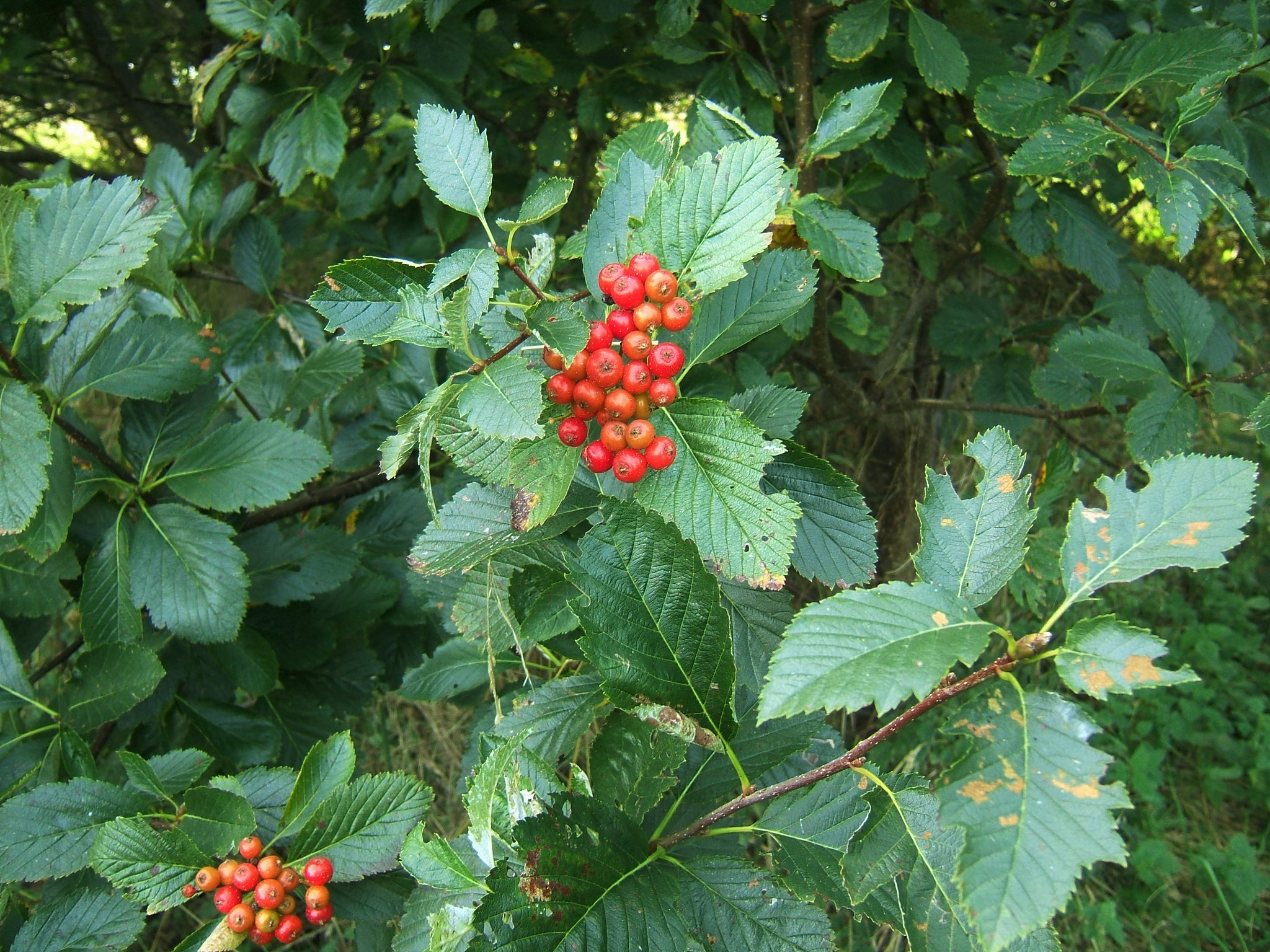
Плоды и листья
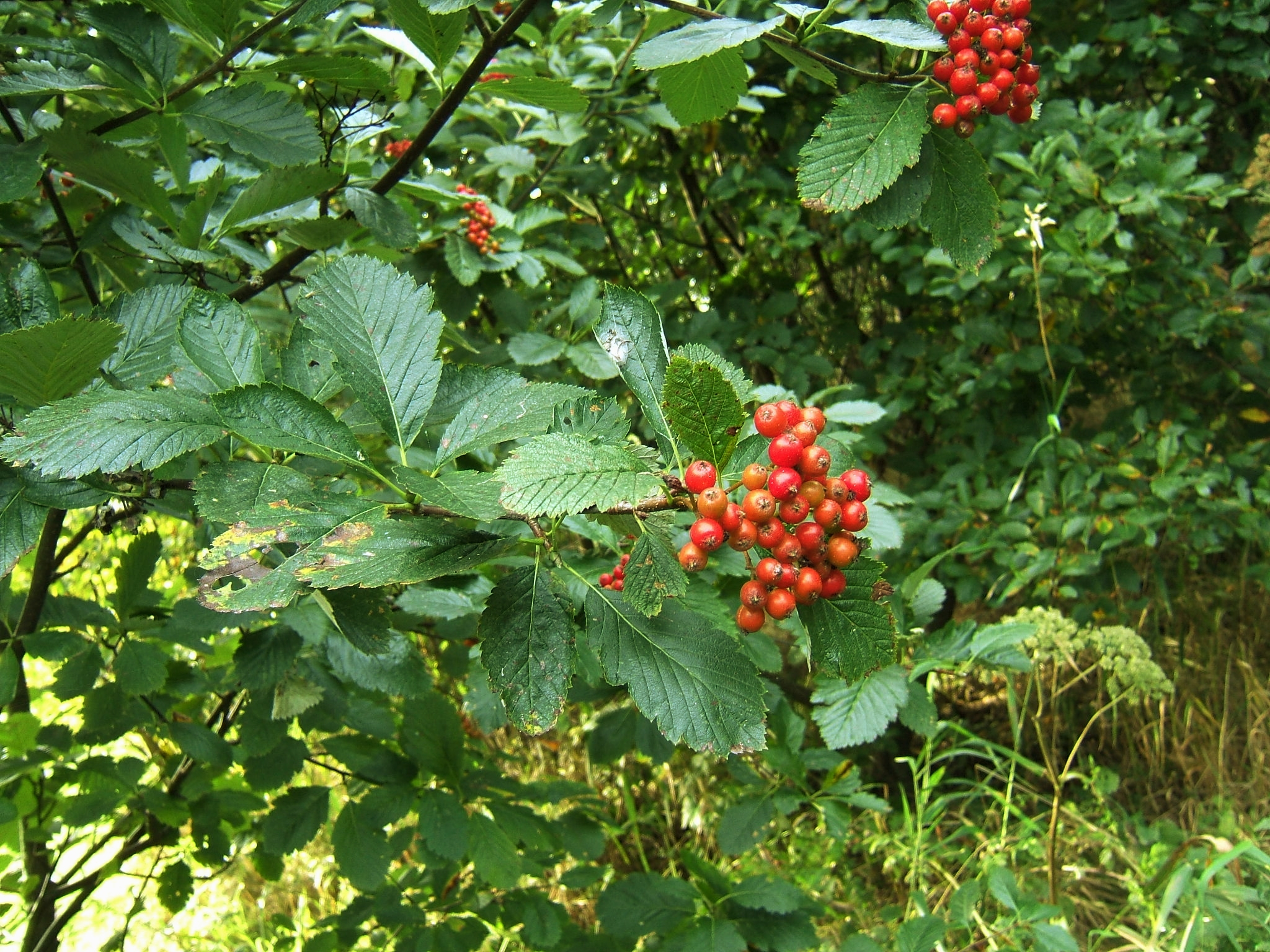
Плоды и листья